# Джоакіно Ґреко
Джоакіно Ґреко (італ. Gioachino Greco; 1600 — 1634, Вест-Індія) — італійський шахіст і теоретик. Один із найсильніших шахістів Європи початку XVII сторіччя. Автор відомого «Трактату про королівську гру в шахи», який згодом був перекладений багатьма мовами і став популярним шаховим підручником.

## Життєпис
Походив із Калабрії, за що отримав прізвисько «Калабрієць». Багато подорожував Європою, заробляючи на життя грою в шахи. Мандрівки Ґреко по Франції, Англії та Іспанії, де він перемагав найсильніших місцевих гравців, сприяли популяризації шахів у цих країнах. Грав при дворах князя Лотарингського та іспанського короля Філіпа IV. У 1626 році ненадовго повернувся до Італії, до Неаполя. Згодом вирушив за океан, до Вест-Індії, де й помер 1634 року.

## Стиль гри
Ґреко вважали найсильнішим шахістом світу тих часів. За своїм яскравим творчим стилем Ґреко був найяскравішим представником ранньої італійської школи. Гра шахіста вирізнялася блискучими комбінаціями, ініціативністю та оригінальними ідеями в атаці. Недооцінював потребу координації фігур для прикриття тилів, але надолужував ці помилки динамічною грою, вмінням накинути «свою гру» і спрямувати партію у потрібне русло.

## Твори
Славу Ґреко приніс рукописний «Трактат про королівську гру в шахи» (італ. Trattato del nobilissimo gioco de scacchi), який датують 1619—1625 роками. Відомо кілька варіантів рукопису, найстаріший з який зберігають у Римі. У 1621 році одну з копій праці шахіст подарував Генріхові II Лотаринзькому, потім на її основі було зроблено французький переклад трактату. Мандруючи різними країнами, він збирав шахові рукописи різних авторів, аналізував їх і враховував під час написання своєї праці. Протягом 1624—1625 років, коли жив у Парижі, Ґреко доопрацював трактат, додавши свіжі зміни у правилах, ряд ендшпілів та аналізів.
Це збірник 150 партій з коментарями та аналізом. У друкованому варіанті трактат видано вже після смерті автора. Першим друкованим виданням став англійський переклад 1656 року, потім 1669 року вийшов французький переклад, а пізніше переклади голландською, німецькою та іншими мовами.
Праця Калабрійця стала дуже популярною, виходила в різних країнах з різними переробками та адаптаціями, була основою для створення шахових підручників. Так, книга «Das Schach des Herrn G. Greco Calabrais» (Вроцлав, 1784) стала одним з перших в історії шахових підручників німецькою мовою. 1809 року в Львові вийшов переклад гебрейською й існують припущення, що відомий майстер Акіба Рубінштейн, який навчився грати в шахи в хедері, міг освоїти теорію саме з цього перекладу Ґреко.

## Внесок у теорію
Саме завдяки Ґреко за початком 1. e4 c5 закріпилась назва «сицилійський захист», адже італієць у своєму творі назвав цей дебют італ. il giuco siciliani — «сицилійська партія». Серед аналізів дебютів у трактаті Ґреко найцінніші варіанти в італійській партії та королівському гамбіті. Ряд гамбітних систем Ґреко згодом названо його іменем: гамбіт Ґреко у віденській партії, гамбіт Ґреко—Філідора в королівському гамбіті, контргамбіт Ґреко в дебюті слона.
- гамбіт Ґреко (латиський гамбіт): 1. e4 e5 2. Кf3 f5
- гамбіт Ґреко в дебюті слона: 1. e4 e5 2. Сc4 Кf6 3. f4
- контргамбіт Ґреко в дебюті слона: 1. e4 e5 2. Сc4 f5
- гамбіт Ґреко—Філідора в прийнятому королівському гамбіті: 1. e4 e5 2. f4 ef 3. Кf3 g5 4. Сc4 Сg7 — це спокійне продовження аналізував у своїй книзі Філідор, та ще раніше хід 4. … Сg7 використовували Полеріо і Ґреко.
- варіант Ґреко в італійській партії: 1. e4 e5 2. Кf3 Кc6 3. Сc4 Сc5 4. c3 Кf6 5. d4 ed 6. cd Сb4+ 7. Кc3!? Далі у випадку 7. К: e4 8. 0-0! К: c4 9. bc С: c3? (правильно 9. … d5!) білі можуть отримати перевагу в атаці. Таке продовження було популярне майже 200 років, доки в XIX сторіччі майстри не знайшли ходи, які вирівнюють гру для чорних.